# Моямба
Моямба — столиця та найбільше місто округу Моямба в південній провінції Сьєрра-Леоне. За даними перепису 2004 року, населення міста становило 11 485 осіб. Місто є етнічно різноманітним, хоча менде складають більшість. У місті знаходиться Хатфордська середня школа для дівчат, яка є однією з елітних середніх шкіл Сьєрра-Леоне. До школи з'їжджаються найобдарованіші учні з усіх куточків Сьєрра-Леоне, а також студенти з-за кордону. Школа є загальноосвітньою школою для дівчат, а її учениці проживають в інтернаті на території школи. У місті народилися деякі з найвидатніших політиків Сьєрра-Леоне, в тому числі перший президент країни Сіака Стівенс.

## Етнічна приналежність
Місто є етнічно різноманітним, хоча менде складають більшість його населення. Як і в більшості частин Сьєрра-Леоне, мова кріо, креольського населення Сьєрра-Леоне, є найпоширенішою мовою в Моямбі.

## Спорт
Як і в усій країні, футбол є найпопулярнішим видом спорту в Моямбі. Найбільшим і найпопулярнішим клубом міста є «Ямбатуй Старз», який зараз грає у другому дивізіоні Сьєрра-Леоне.

## ЗМІ
Радіо Modcar 94.8 — місцева радіостанція в місті. SLBS TV та SLBS Radio транслюються разом з національними радіо- та телевізійними станціями Сьєрра-Леоне в Моямбі.

## Персоналії
- Сер Мілтон Марґаї привів Сьєрра-Леоне до незалежності і був прем'єр-міністром з 1962 по 1963 рік
- Сер Альберт Марґаї, прем'єр-міністр Сьєрра-Леоне з 1964 по 1967 рік
- Сіака Стівенс, президент Сьєрра-Леоне з 1971 по 1985 рік
- Банджа Теджан-Сіє, генерал-губернатор Сьєрра-Леоне з 1967 по 1968 рік
- Мадам Елла Кобло Гулама, верховний вождь племені каямба, королівська столиця якого — Моямба, видатний політик Сьєрра-Леоне, перша жінка, обрана до парламенту, і перша жінка, обрана на посаду міністра кабінету міністрів.